# Ernst Laqueur

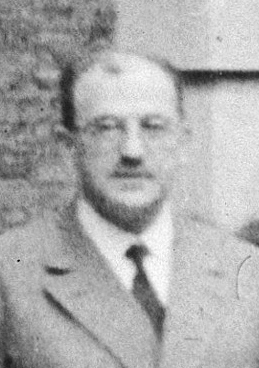
Ernst Laqueur (1935)

Ernst Laqueur (* 7. August 1880 in Obernigk, Kreis Trebnitz, Provinz Schlesien; † 19. August 1947 in Oberwald im Schweizer Kanton Wallis) war ein Mediziner und Pharmakologe.

## Leben
Vater Siegfried Laqueur war Kaufmann. Ernst Laqueur wuchs mit zwei älteren Brüdern in Obernigk in Niederschlesien nahe Breslau auf. Im Jahre 1898 legte er am Maria-Magdalenen-Gymnasium in Breslau die Reifeprüfung ab. Dort begann er anschließend auch sein Chemie- und Medizinstudium, wechselte dann aber an die Universität Heidelberg. Nachdem er 1904 das medizinische Staatsexamen bestanden hatte, arbeitete Laqueur zunächst im Physiologischen Institut der Universität Breslau und anschließend am Physiologischen und Pharmakologischen Institut in Heidelberg. In Breslau erhielt er 1905 den Doktorhut, und im gleichen Jahr heiratete er Margarethe Löwenthal, eine Fabrikantentochter. Beide ließen sich 1906 anlässlich der Geburt des ersten Kindes (insgesamt wurden es fünf) evangelisch taufen in der Meinung, damit die Trennungen zwischen Juden und Deutschen überbrücken zu können. Laqueur ging dann für ein Jahr nach Königsberg (damals Ostpreußen), wo er am Physiologischen Institut der Universität arbeitete. Dort erhielt er auch seine Habilitation für das Fach Physiologie.
Im Sommer 1907 wurde er am anatomischen Institut der Universität Halle Assistent von Wilhelm Roux; auch Julius Bernstein, der Ordinarius für Physiologie, gehörte dort zu seinen Lehrern. 1910 erfolgte seine Umhabilitierung an die Universität Halle. Schwerpunkte seiner Forschung waren Hormone und Eiweißkörper. Das freie Arbeiten Laqueurs in seiner Forschung und Lehrtätigkeit wurde im Jahre 1911 stark beeinträchtigt, als Emil Abderhalden sein Vorgesetzter in Halle wurde. Während einer erregten Auseinandersetzung mit Abderhalden sprach Laqueur seine sofortige Kündigung aus.
Im Jahre 1912 ging er an die niederländische Universität Groningen (Rijksuniversiteit) als Assistent des Physiologen Hartog Jacob Hamburger. Der Beginn des Ersten Weltkrieges veranlasste Laqueur, nach Deutschland zurückzukehren und sich als Arzt freiwillig zum Kriegsdienst zu melden. Nach dem Einsatz in verschiedenen Regimentern wurde er 1916 als Dozent an die Heeresgasschule abkommandiert. 1917 folgte Laqueur dem Ruf der Universität Gent. Er erhielt dort eine Professur für Pharmakologie und Physiologie. Die belgische Stadt Gent war zu dieser Zeit von den Deutschen besetzt, die Universität eine Neugründung der deutschfreundlichen Flamen (Vlaamsche Hogeschool). Laqueur wurde daher nach Ende des Krieges entlassen.
1920 erhielt er eine Professur für Pharmakologie an der Universität Amsterdam. Erst 1932 wurde Laqueur niederländischer Staatsbürger. 1940 wurden die Niederlande von deutschen Truppen besetzt. Als Folge erhielt Laqueur wegen seiner jüdischen Abstammung die Entlassung als Universitätsprofessor. Von Nachstellungen blieb er lange Zeit verschont, doch 1944 stand seine Deportation in ein Konzentrationslager bevor. Das Ende des Krieges rettete sein Leben. Zwei seiner Töchter überlebten ebenfalls den Holocaust; sie wurden 1945 in Bergen-Belsen von britischen Truppen  bzw. auf der Fahrt mit dem „verlorenen Zug“ von sowjetischen Einheiten befreit. Ernst Laqueur starb 1947 im Alter von 67 Jahren während eines Urlaubs in der Schweiz.

## Leistung
Nach dem Ende des Ersten Weltkrieges veröffentlichte Laqueur eine umfangreiche Studie über „Kampfgasvergiftungen“. Er entdeckte mit anderen Forschern das weibliche Hormon Östrogen (1925/26), das vom deutschen Forscher Adolf Butenandt 1929 weiter isoliert und dessen Struktur ermittelt wurde. Im Jahre 1935 isolierte Laqueur aus Stierhoden das von ihm so benannte Sexualhormon Testosteron. Für die Wissenschaft wertvoll sind auch weitere Erkenntnisse seiner Hormonforschung. Ernst Laqueur gehört zu den Wissenschaftlern, die die Grundlagen der modernen Endokrinologie geschaffen haben. Er war es auch, der als einer der ersten Hochschullehrer die Zusammenarbeit zwischen Universität und Industrie förderte und in die Wege leitete. 1923 gründete Laqueur zusammen mit Saal van Zwanenberg und Jacques van Oss in den Niederlanden das Pharmazeutische Unternehmen Organon. Er wurde damit in die Lage versetzt, als Erster in Europa Insulin für die medizinische Anwendung zu produzieren. Seine Organon-Aktien musste er 1940 an deutsche Treuhänder verkaufen. 1940 wurde Laqueur mit dem Amory Prize der American Academy of Arts and Sciences ausgezeichnet, 1946 erhielt er die schwedische Berzelius-Medaille.
Seit 1975 verleiht die Firma Organon die Ernst-Laqueur-Medaille für hervorragende, systematisch klinisch-wissenschaftliche Forschungen auf dem Gebiet der Physiologie und Pathologie der menschlichen Fortpflanzung an einen in Europa ansässigen Hochschullehrer.
Im Jahr 1928 wurde er zum Mitglied der Leopoldina gewählt.

## Veröffentlichungen
- Über das Kasein als Säure und seine Unterschiede gegen das durch Lab veränderte Parakasein, Dissertation, Breslau 1905
- Entwicklungsmechanik tierischer Organismen, 1915
- Bedeutung der Entwicklungsmechanik für die Physiologie, Jena 1918
- mit R. Magnus: Kampfgasvergiftungen, 5 Teile, Zeitschrift für experimentelle Medizin 1920/21
- Über das Vorkommen weiblichen Sexualhormons (Menformon) im Harn von Männern, Berlin 1927
- Bewertung der Ovarialtherapie, Leipzig 1932
- Formatieve therapie: een bijdrage tot de synthese van bouw en functie, Amsterdam 1937
- Medische voorlichting bij gasoorlog, Den Haag 1937
- De endocrine ziekten en haar orgaan- en hormoontherapie, Leiden/Amsterdam 1937
- Hormonologie: physiologie en pharmacologie van de Hormonen, Noord-Hollandsche Uitgeversmaatschappij 1948